# Drangovo, Plovdiv
Drangovo (în bulgară Дрангово) este un sat în comuna Brezovo, regiunea Plovdiv,  Bulgaria. 

## Demografie
Componența etnică a satului Drangovo
     Bulgari (76,4%)
     Romi (18,76%)
     Nicio identificare (4,82%)
     Altele (0%)
La recensământul din 2011, populația satului Drangovo era de 373 locuitori. Din punct de vedere etnic, majoritatea locuitorilor (76,4%) erau bulgari, cu o minoritate de romi (18,76%). Pentru 4,82% din locuitori nu este cunoscută apartenența etnică.